# Henri Lozeray
Henri Lozeray, né le 17 mai 1898 à Dreux (Eure-et-Loir) et mort le 13 juillet 1952 à Paris, est un homme politique français.
Membre du Parti communiste français, il est député de la Seine de 1936 à 1940, puis député du Cher de 1945 à 1950.

## Biographie

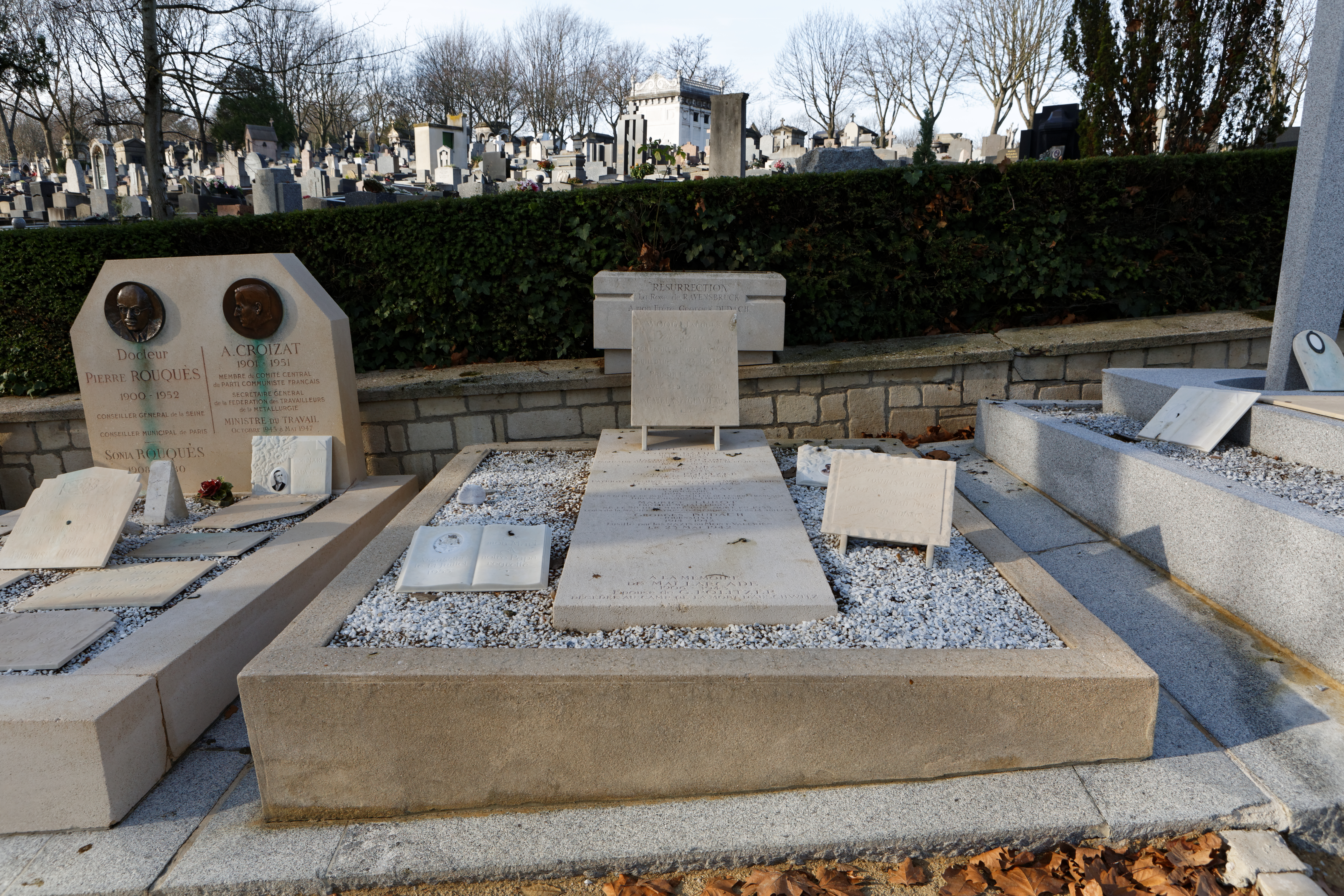
Sépulture au cimetière du Père-Lachaise (97e division).

Né en 1898 à Dreux dans une famille ouvrière, Henri Lozeray exerce la profession de typographe.
Il adhère à 16 ans au syndicat du livre et aux Jeunesses socialistes. Il milite en faveur de l'adhésion à la IIIe Internationale et, en 1921, il devient dirigeant des Jeunesses communistes.
En mai 1936, il est élu député PCF dans le 11e arrondissement de Paris. Il est membre de la commission de l'Algérie et des colonies.
Accusé d'être membre du groupe ouvrier et paysan français, créé légalement en remplacement du groupe parlementaire communiste dissous, il est arrêté le 8 octobre 1939, déchu de son mandat le 21 janvier 1940 et condamné le 3 avril 1940 par le 3e tribunal militaire de Paris à cinq ans de prison, 4 000 francs d'amende et cinq ans de privation de ses droits civiques et politiques pour reconstitution de ligue dissoute. Il est emprisonné à Poitiers puis déporté en Algérie.
De 1945 à 1950, Henri Lozeray est député du Cher. Il est membre de la commission des territoires d'outre-mer des deux Constituantes. Le 20 mars 1946, il prononce un discours à l'Assemblée constituante intitulé : « Pour une union française fraternelle et démocratique ». Le texte est publié sous forme de brochure par le Parti communiste en 1946.
Henri Lozeray démissionne de son mandat en mars 1950 pour raisons de santé. Il est ensuite désigné pour siéger à l'Assemblée de l'Union française.
Il meurt le 13 juillet 1952 à l'hôpital Saint-Antoine et est inhumé au cimetière du Père-Lachaise.